# Élections législatives malaisiennes de 2018

Logo des élections.

Les élections législatives malaisiennes de 2018 se déroulent le 9 mai 2018 en Malaisie afin de renouveler les 222 membres de la chambre des représentants de Malaisie. Les élections pour les parlements de douze des treize États de Malaisie se déroulent le même jour.
Les élections constituent une victoire historique du principal parti d’opposition, le Pakatan Harapan (Alliance de l'espoir, PH), de l'ancien Premier ministre Mahathir Mohamad, mettant fin à 61 ans de pouvoir du Barisan Nasional (Front national, BN) qui dirigeait le pays depuis l’indépendance en 1957. Avec 122 sièges sur 222, l'opposition obtient la majorité absolue. Le nouveau Premier ministre Mahathir Mohamad devient à 92 ans le plus vieux dirigeant du monde. C'est la première alternance politique de l'histoire du pays.

## Mode de scrutin
La chambre des représentants est la chambre basse du parlement bicaméral malais. Elle est composée de 222 députés élus au scrutin majoritaire uninominal à un tour dans autant de circonscriptions uninominales.
La date du scrutin, finalement fixée pour le 9 mai 2018, devait se dérouler entre novembre 2017 et août 2018.
Le droit de vote s'acquiert à 21 ans.

## Irrégularités
En vue du scrutin, le gouvernement sortant décide d'un redécoupage électoral, censé favoriser ses fiefs. Par ailleurs, une loi sévère sur les fake news est également votée. Enfin, le risque de l'usage d'électeurs fantômes est également évoqué.
Le scrutin, organisé un mercredi et non pas un week-end comme habituellement, se distingue par d'autres irrégularités, comme des difficultés pour la diaspora de voter, ou encore l'interdiction aux citoyens de voter en short, ce qui n'est pourtant pas contraire à la loi.

## Résultats
|                        |                                        |            |       |       |        |               |  |  |  |
| Partis                 | Partis                                 | Voix       | %     | +/-   | Sièges | +/-           |  |  |  |
|                        | Pakatan Harapan (PH)                   | 5 615 822  | 45,56 | 8,46  | 113    | 46            |  |  |  |
|                        | Barisan Nasional (BN)                  | 4 080 797  | 33,80 | 13,58 | 79     | 54            |  |  |  |
|                        | Gagasan Sejahtera (GS)                 | 2 051 188  | 16,99 | 2,21  | 18     | 3             |  |  |  |
|                        | Parti de l'héritage de Sabah (WARISAN) | 280 520    | 2,32  | 2,32  | 8      | 8             |  |  |  |
|                        | Alliance unie de Sabah (USA)           | 66 902     | 0,55  | 0,55  | 1      | 1             |  |  |  |
|                        | Autres partis                          | 22 431     | 0,19  | -     | 0      | 1             |  |  |  |
|                        | Listes indépendantes                   | 70 770     | 0,59  | 0,20  | 3      | 3             |  |  |  |
|                        |                                        |            |       |       |        |               |  |  |  |
| Votes blancs et nuls   | Votes blancs et nuls                   | 217 083    | 1,76  |       |        |               |  |  |  |
| Votes valides          | Votes valides                          | 12 082 431 | 98,24 |       |        |               |  |  |  |
| Total                  | Total                                  | 12 299 514 | 100   | -     | 222    | en stagnation |  |  |  |
| Abstention             | Abstention                             | 2 641 110  | 17,68 |       |        |               |  |  |  |
| Inscrits/Participation | Inscrits/Participation                 | 14 940 624 | 82,32 |       |        |               |  |  |  |

## Conséquences
Malgré le redécoupage des circonscriptions électorales à son profit, le Barisan Nasional (Front national : droite conservatrice, libérale en économie), au pouvoir depuis l'indépendance du pays en 1957, est battu, affaibli par des affaires de corruption. Le Pakatan Harapan (Alliance de l'espoir : coalition de partis principalement de centre gauche, progressistes et sociaux-libéraux) remporte de peu la majorité absolue des sièges. Mahathir Mohamad (Parti unifié indigène de Malaisie : centre droit, membre de l'Alliance de l'espoir), ancien Premier ministre de 1981 à 2003 mais devenu l'un des principaux opposants au gouvernement de Najib Razak, devient Premier ministre, à l'âge de 92 ans. Il avait promis de céder à terme le pouvoir à Anwar Ibrahim, chef de longue date de l'opposition mais en prison à la suite d'une condamnation, contestée, pour sodomie. Dès le 11 mai, Mahathir annonce que le roi Muhammad Faris Petra a donné son accord pour pardonner et libérer Anwar Ibrahim ; il réitère à cette occasion qu'il lui cédera le pouvoir dans deux ans. Sa libération intervient le 16 mai suivant.
Le 12 mai 2018, Najib est interdit de sortie du territoire, alors qu'il s'apprêtait à se rendre en Indonésie pour une « pause ». Durant la campagne, Mahathir Mohamad a déclaré vouloir le poursuivre, éventuellement « par Interpol s'il s'enfuyait ».

## Analyses
Pour le chercheur James Chin, de l'université de Tasmanie, « le plus gros défi va être de reconstruire les institutions d'État qui ont été compromises durant les dix années de règne de Najib. Il ne faudra pas seulement leur redonner leur indépendance, mais aussi reconstruire toute la culture de l'appareil d'État ».
Pour Sophie Lemière, chercheuse à Harvard, « la Malaisie est toujours un système féodal, sensible aux leaders charismatiques. Toute une histoire a été construite autour de Mahathir, pour le présenter comme le messie qui se battra pour la démocratie jusqu'à son dernier souffle ».